# 永兴镇 (礼县)
永兴镇，是中华人民共和国甘肃省陇南市礼县下辖的一个乡镇级行政单位。
2014年，甘肃省民政厅批复同意撤销永兴乡，设立永兴镇。
西垂陵园，简称西垂，今永兴乡大堡子山西垂陵园。西垂陵园发现两座大墓，经考证为秦国国君墓。但关于两座大墓的主人是谁，有秦庄公、秦襄公、秦文公、秦静公和秦宪公或者其夫人多种观点。

## 行政区划
永兴镇下辖以下地区：
杨堡村、文家村、友好村、何家村、捷地村、马家村、严窑村、阳山村、大坡村、永兴村、峡囗村、爷池村、赵坪村、龙槐村、蒙张村、山角村、杜河村、顾坪村、王楞村、林边村、冯家村、田家村、麻堡村、新堡村、团结村、寨兴村和团堡村。